# Kanada na Zimowych Igrzyskach Olimpijskich 1936
Kanadę na Zimowych Igrzyskach Olimpijskich 1936 reprezentowało 29 zawodników. Był to czwarty start Kanady na zimowych igrzyskach olimpijskich. 

## Zdobyte medale
| Medal  | Zawodnik | Dyscyplina      | Konkurencja      |
| ------ | --- | --------------- | ---------------- |
| Srebro | Port Arthur Bearcats Maxwell Deacon Hugh Farquharson Kenneth Farmer James Haggarty Walter Kitchen Raymond Milton Francis Moore Herman Murray Arthur Nash David Neville Alexander Sinclair Ralph St. Germain William Thomson | Hokej na lodzie | Turniej mężczyzn |

## Skład kadry

### Biegi narciarskie
Mężczyźni
| Konkurencja | Zawodnik            | Czas    | Miejsce |
| ----------- | ------------------- | ------- | ------- |
| 18 km       | Karl Johan Baadsvik | 1:39:30 | 64.     |
| 18 km       | Tom Mobraaten       | 1:33:28 | 57.     |
| 18 km       | William Ball        | 1:32:46 | 54.     |
| 18 km       | Bud Clark           | 1:30:20 | 47.     |

### Hokej na lodzie
Lp. = lokata, M = liczba rozegranych spotkań, W = Wygrane, R = Remisy,  P = Porażki, G+ = Gole strzelone, G- = Gole stracone
1 Runda
| Lp. | Zespół  | M | W | P | R | G + | G - | +/- |
| --- | ------- | - | - | - | - | --- | --- | --- |
| 1   | Kanada  | 3 | 3 | 0 | 0 | 24  | 3   | +21 |
| 2   | Austria | 3 | 2 | 1 | 0 | 11  | 7   | +4  |
| 3   | Polska  | 3 | 1 | 2 | 0 | 11  | 12  | -1  |
| 4   | Łotwa   | 3 | 0 | 3 | 0 | 3   | 27  | -24 |

Wyniki
| 6 lutego 1936 | Kanada | 8:1 | Polska |  |

|  |  | (5:0,2:1,1:0) |

| 7 lutego 1936 | Kanada | 11:0 | Łotwa |  |

|  |  | (2:0,3:0,6:0) |

| 8 lutego 1936 | Kanada | 5:2 | Austria |  |

|  |  | (4:0,1:2,0:0) |

2 Runda
| Lp. | Zespół          | M | W | P | R | G + | G - | +/- |
| --- | --------------- | - | - | - | - | --- | --- | --- |
| 1   | Wielka Brytania | 3 | 2 | 0 | 1 | 8   | 3   | +5  |
| 2   | Kanada          | 3 | 2 | 1 | 0 | 22  | 4   | +18 |
| 3   | III Rzesza      | 3 | 1 | 1 | 1 | 5   | 8   | -3  |
| 4   | Węgry           | 3 | 0 | 3 | 0 | 2   | 22  | -20 |

Wyniki
| 11 lutego 1936 | Kanada | 1:2 | Wielka Brytania |  |

|  |  | (1:1,0:0,0:1) |

| 12 lutego 1936 | Kanada | 15:0 | Węgry |  |

|  |  | (3:0,9:0,3:0) |

| 13 lutego 1936 | Kanada | 6:2 | III Rzesza |  |

|  |  | (1:0,3:0,2:2) |

Faza finałowa
| Lp. | Zespół            | M | W | P | R | G + | G - | +/- |
| --- | ----------------- | - | - | - | - | --- | --- | --- |
| 1   | Wielka Brytania   | 3 | 2 | 0 | 1 | 7   | 1   | +6  |
| 2   | Kanada            | 3 | 2 | 1 | 0 | 9   | 2   | +7  |
| 3   | Stany Zjednoczone | 3 | 1 | 1 | 1 | 2   | 1   | +1  |
| 4   | Czechosłowacja    | 3 | 0 | 3 | 0 | 0   | 14  | -14 |

Wyniki
| 11 lutego 1936 | Kanada | 1:2 | Wielka Brytania |  |

|  |  | (1:1,0:0,0:1) |

| 15 lutego 1936 | Kanada | 7:0 | Czechosłowacja |  |

|  |  | (3:0,3:0,1:0) |

| 16 lutego 1936 | Kanada | 1:0 | Stany Zjednoczone |  |

|  |  | (1:0,0:0,0:0) |

### Kombinacja norweska
Mężczyźni
| Zawodnik            | Konkurencja   | Bieg    | Bieg   | Bieg    | Skoki  | Skoki  | Skoki  | Skoki   | Razem  | Razem   |
| Zawodnik            | Konkurencja   | Czas    | Punkty | Pozycja | Skok 1 | Skok 2 | Punkty | Miejsce | Punkty | Miejsce |
| ------------------- | ------------- | ------- | ------ | ------- | ------ | ------ | ------ | ------- | ------ | ------- |
| Karl Johan Baadsvik | Indywidualnie | 1:39:30 | 115,2  | 47.     | 49,0 m | 46,0 m | 191,7  | 14.     | 306,9  | 41.     |
| Tom Mobraaten       | Indywidualnie | 1:33:28 | 143,8  | 41.     | 49,0 m | 52,5 m | 205,0  | 6.      | 348,8  | 31.     |
| William Ball        | Indywidualnie | 1:32:46 | 147,3  | 39.     | 40,5 m | 36,0 m | 97,4   | 46.     | 244,7  | 46.     |
| Bud Clark           | Indywidualnie | 1:30:20 | 159,3  | 33.     | 36,5 m | 35,0 m | 156,1  | 41.     | 315,4  | 39.     |

### Łyżwiarstwo figurowe
Mężczyźni
| Zawodnik          | Konkurencja | Punkty | Miejsce |
| ----------------- | ----------- | ------ | ------- |
| Montgomery Wilson | Soliści     | 394,5  | 4.      |

Kobiety
| Zawodniczka             | Konkurencja | Punkty | Miejsce |
| ----------------------- | ----------- | ------ | ------- |
| Constance Wilson-Samuel | Solistki    | DNS    | -       |

Pary
| Zawodnicy                      | Konkurencja | Punkty | Miejsce |
| ------------------------------ | ----------- | ------ | ------- |
| Audrey Garland Fraser Sweatman | Pary        | 8,7    | 12.     |
| Louise Bertram Stewart Reburn  | Pary        | 9,8    | 6.      |

### Łyżwiarstwo szybkie
Mężczyźni
| Zawodnik    | Konkurencja | Czas    | Miejsce |
| ----------- | ----------- | ------- | ------- |
| Tommy White | 500 m       | 49,6    | 31.     |
| Tommy White | 1500 m      | 2:34,2  | 34.     |
| Tommy White | 5000 m      | 9:04,5  | 25.     |
| Tommy White | 10 000 m    | 18:25,3 | 21.     |

### Narciarstwo alpejskie
Mężczyźni
| Zawodnik            | Konkurencja         | Zjazd  | Zjazd   | Slalom         | Slalom | Slalom  | Razem  | Razem   |
| Zawodnik            | Konkurencja         | Czas   | Pozycja | Czas 1         | Czas 2 | Pozycja | Punkty | Miejsce |
| ------------------- | ------------------- | ------ | ------- | -------------- | ------ | ------- | ------ | ------- |
| Bud Clark           | Kombinacja alpejska | 7:29,0 | 47.     | 2:03,9 (+0:06) | DSQ    | -       | -      | -       |
| William Ball        | Kombinacja alpejska | 6:40,6 | 39.     | 2:07,7         | DSQ    | -       | -      | -       |
| Karl Johan Baadsvik | Kombinacja alpejska | 5:55,2 | 26.     | 1:54,3         | DSQ    | -       | -      | -       |

Kobiety
| Zawodniczki         | Konkurencja         | Zjazd  | Zjazd   | Slalom         | Slalom | Slalom  | Razem  | Razem   |
| Zawodniczki         | Konkurencja         | Czas   | Pozycja | Czas 1         | Czas 2 | Pozycja | Punkty | Miejsce |
| ------------------- | ------------------- | ------ | ------- | -------------- | ------ | ------- | ------ | ------- |
| Diana Gordon-Lennox | Kombinacja alpejska | 8:03,8 | 32.     | 2:26,2         | 2:04,8 | 28.     | 57:68  | 29.     |
| Marion Miller       | Kombinacja alpejska | 7:30,4 | 29.     | 2:24,7         | 2:28,7 | 29.     | 58,01  | 28.     |
| Edwina Chamier      | Kombinacja alpejska | 7:21,0 | 26.     | 2:30,1         | DSQ    | -       | -      | -       |
| Lois Butler         | Kombinacja alpejska | 6:20,0 | 18.     | 1:54,4 (+0:12) | 1:45,9 | 19.     | 72,31  | 15.     |

### Skoki narciarskie
Mężczyźni
| Zawodnik            | Konkurencja        | Skok 1    | Skok 1 | Skok 1  | Skok 1    | Skok 1 | Skok 1  | Razem  | Razem   |
| Zawodnik            | Konkurencja        | Odległość | Punkty | Pozycja | Odległość | Punkty | Pozycja | Punkty | Miejsce |
| ------------------- | ------------------ | --------- | ------ | ------- | --------- | ------ | ------- | ------ | ------- |
| Norman Gagne        | Indywidualnie K-80 | 58,0 m    | 87,7   | 42.     | 57,0 m    | 89,6   | 37.     | 177,3  | 38.     |
| Karl Johan Baadsvik | Indywidualnie K-80 | 63,5 m    | 94,8   | 36.     | 59,0 m    | 92,3   | 35.     | 187,1  | 35.     |
| Tom Mobraaten       | Indywidualnie K-80 | 71,5 m    | 103,5  | 15.     | 66,5 m    | 103,4  | 18.     | 206,9  | 14.     |